# Мшанец (Белецкая сельская община)
Мшанец (укр. Мшанець) — село в Белецкой сельской общине Тернопольского района Тернопольской области Украины.
До 2020 года входило в Зборовский район.
Код КОАТУУ — 6122687701. Население по переписи 2001 года составляло 728 человек.

## Географическое положение
Село Мшанец находится на берегу реки Верховинка,
выше по течению на расстоянии в 1 км расположено село Детковцы,
ниже по течению на расстоянии в 2,5 км расположено село Вертелка.
Через село проходит автомобильная дорога Р-39.

## История
- 1463 год — дата основания.
- В 1976 году было переименовано в село Переможное[2].
- В 1990 году селу вернули историческое название[3].

## Объекты социальной сферы
- Школа.
- Дом культуры.
- Фельдшерско-акушерский пункт.

## Достопримечательности
- Братская могила советских воинов.